# Таня Малярчук
Тетяна Володимирівна Малярчу́к (1983, Івано-Франківськ) — українська письменниця та публіцистка. Майстриня історичної прози. З 2011 року мешкає в Австрії.

## Життєпис
Народилася 1983 року в Івано-Франківську. Закінчила Прикарпатський національний університет імені Василя Стефаника з відзнакою, за фахом — філологиня. Друкувалася в часописах «Березіль», «Четвер», «Критика», «ШО». Після переїзду до Києва працювала журналісткою спершу на 5 каналі, а потім в програмі журналістських розслідувань «Попередження з Миколою Вереснем».
З 2011 року мешкає у Відні.
Оповідання й есе перекладені польською, румунською, англійською, чеською та білоруською мовами. В австрійському видавництві «Residenz» вийшли дві книжки у перекладі німецькою («Говорити» 2009 р., «Біографія випадкового чуда» 2013 р.). Наступні переклади: «Von Hasen und anderen Europäern» (у берлінському видавництві FotoTAPETA, 2014), «Лав-из» (Москва, видавництво «АСТ», 2016).
Стипендіатка програм Gaude Polonia (Польща) та Junge Akademie der Künste (Берлін).
Колумністка в українських та німецьких інтернет-виданнях Deutsche Welle та Die Zeit Online.
Роман «Забуття» (2016) про українського історика та політика В'ячеслава Липинського нагороджений літературною премією «Книга року BBC-2016».
За власним зізнанням, «не то жінка, не то прозаїк».
У 2018 році у «Видавництві Старого Лева» вийшла перша дитяча книжка Малярчук «MOX NOX», що у перекладі з латинської означає «надходить ніч». Це історія химерної цивілізації рукокрилих істот, які заселили зруйновані міста після того, як звідти із невідомих причин щезли люди.
Членкиня Українського ПЕН.

## Нагороди
- 2013 — премія «Kristal Vilenica-2013» (Словенія) за оповідання «Жінка і її риба»;
- 2013 — лавреат Літературної премії імені Джозефа Конрада-Коженьовського (2013);
- 2016 — переможниця літературної премії «Книга року ВВС-2016» за роман «Забуття»[5].
- 2018 — перемогла в конкурсі німецькомовної літератури, який проходить в м. Клагенфурт (Австрія) і стала лавреатом премії імені Інґеборґ Бахман (Ingeborg-Bachmann-Preis). [Архівовано 8 липня 2018 у Wayback Machine.]
- 2018 — повість «Mox nox» отримала спецвідзнаку в номінації «Політ в дитліт» в «Топ БараБуки».[6][6].[5].[5].[5].[5].[5].
- 2018 — книжка «MOX NOX» увійшла до каталогу «Білі круки 2018» («White Ravens 2018»)[7].
- 2018 — дитяча книжка «MOX NOX» здобула спеціальну відзнаку «Політ в дитліт» за версією БараБуки[8].

## Екранізації
- 2012 — Метелик — за однойменним оповіданням, реж. Максим Буйницький

## Перекладені книжки
- Neunprozentiger Haushaltsessig ("Говорити" / Wien: Residenz, 2009) ISBN 978-3-7017-1512-1
- Biografie eines zufälligen Wunders ("Біографія випадкового чуда" / Wien: Residenz, 2013) ISBN 978-3-7017-1612-8
- Von Hasen und anderen Europäern: Geschichten aus Kiew ("Звірослов" / Berlin: edition.fotoTAPETA, 2014) ISBN 978-3-940524-30-0
- Лав-из (оповідання зі "Звірослова" та інші тексти, Москва, издательство АСТ, 2015) ISBN 978-5-17-091133-2
- Повінь/Überflutet (Ottensheim/Donau: Edition Thanhäuser, 2016) ISBN 978-3-900986-87-2
- A biography of a chance miracle ("Біографія випадкового чуда" / Cadmus Press, 2018) ISBN 978-4-908793-41-7
- Blauwal der Erinnerung ("Забуття" / Köln: Kiepenheuer & Witsch, 2019) ISBN 978-3-462-05220-6
- Zapomnienie ("Забуття" / Wrocław: Warstwy, 2019) ISBN 978-83-65502-36-0
- Vinvis der vergetelheid ("Забуття" / Amsterdam: Meulenhoff, 2022) ISBN 978-9029096997
- Forgottenness ("Забуття" / New York: Liveright, 2024) ISBN 978-1-324-09322-0